# Parcova, Edineț
Parcova este satul de reședință al comunei cu același nume  din raionul Edineț, Republica Moldova.

## Istorie
Satul Parcova este atestat documentar pentru prima dată în 1552, când domnitorul moldovean Ștefan Rareș a confirmat boierului Cozma Paiu dreptul de stăpânire mai multe sate:
„Copie de pe tălmăcirea ispisocului sârbesc de la Ștefan voievod din leat 7060 <1552> aprilie 30.

Facem știre tuturor cui să cadă a ști pentru adevărată sluga noastră Cozma Ghenghe chelar care slujind mai înainte moșilor noștri și răposatului întru fericire părintelui domniei mele Petru voievod cu dreptate și cu credință cum și astăzi slujește nouă cu dreaptă credință. Pentru aceea, noi, văzând a lui dreaptă și credincioasă slujbă către noi, l-am miluit pre dânsul cu osebită a noastră milă, am dat și am întărit lui de la noi întru al nostru pământ al Moldovei pe a lui drepte ocine și dresă de danie ce au avut el de la părintele domniei mele, Petru voievod, giumătate de sat în ținutul Hotinului, anume Nelipăuți, giumătate de către Hotin, care ace giumătate a satului, ce este peste Prut, în ținutul Hotinului, anume Nelipăuți, giumătate de către Hotin, au fost luat-o Șarpe postelnic cu vicleșug când au fugit din pământul nostru, și alt sat la ținutul Sorocăi, anume Pribăteag, pe Răut, pe amândouă părțile Răutului, și cu moară, care acel sat i-au fost lui danie de la părintele domniei mele Petru voievod, când au fost el chelariu.
 
Și iarăși l-am miluit pre dânsul din osăbită mila noastră i-am dat credincios boierului nostru dumisale Cozmii Ghenghe pârcălab de la noi întru al nostru pământ al Moldovei pentru a lui dreaptă și credincioasă slujbă cu două locuri din pustie - un loc pe Ciuhur la Fântâna Paricova, pe la amândouă părțile Ciuhurului, alt loc anume Rujinții, iarăși pe Ciuhur, pe de amândouă părțile Ciuhurului, ca să-și facă lui două sate.
...

Și pentru mai mare tărie se întăritură a celor de mai sus scrisă, am poruncit credincios boierului nostru dumisale Lucoci logofăt să scrie și a noastră pecete către această carte a noastră să o legi.”

## Demografie

### Structura etnică
Structura etnică a satului conform recensământului populației din 2004:
| Grup etnic         | Populație | % Procentaj |
| ------------------ | --------- | ----------- |
| Moldoveni / Români | 1481      | 97,75%      |
| Ucraineni          | 18        | 1,19%       |
| Ruși               | 13        | 0,86%       |
| Polonezi           | 1         | 0,07%       |
| Bulgari            | 1         | 0,07%       |
| Alții              | 1         | 0,07%       |
| Total              | 1515      | 100%        |